# Mosaïque de forêt-savane du Congo septentrional
Localisation
La mosaïque de forêt-savane du Congo du Nord est une écorégion terrestre définie par le WWF, appartenant au biome des prairies, savanes et terres arbustives tropicales et subtropicales de l'écozone afrotropicale. Elle couvre une partie du Cameroun, de la République centrafricaine, de la République démocratique du Congo, du Soudan du Sud et de l'Ouganda.

## Localisation et climat

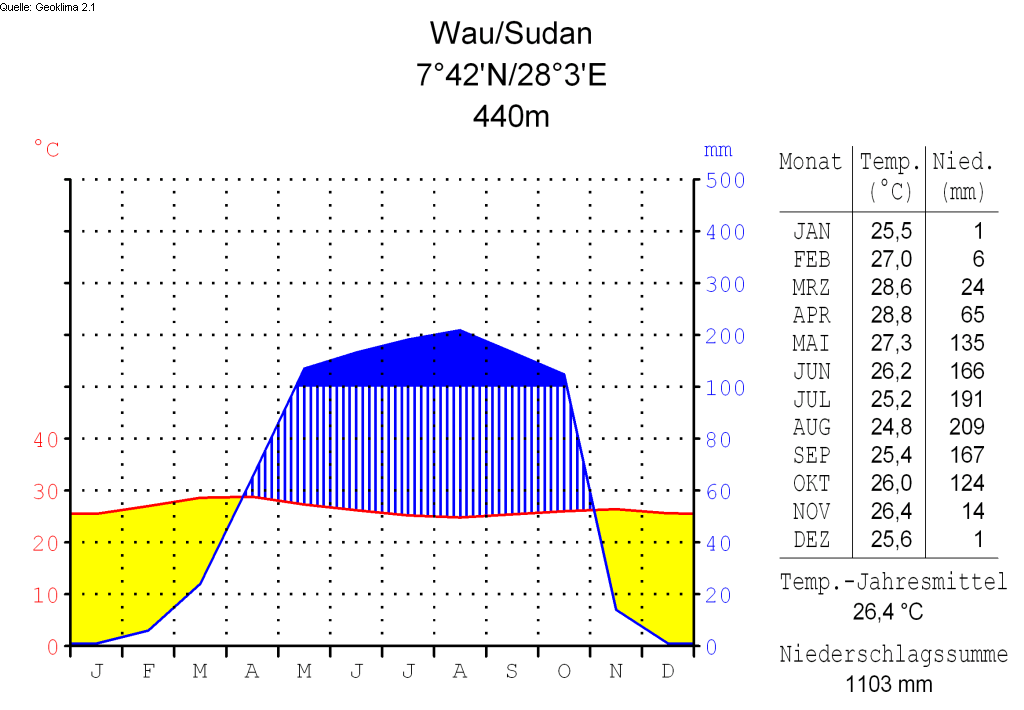
Diagramme climatique de Wau, Soudan du Sud.

Les variations climatiques de l'Holocène en Afrique centrale ont entraîné une alternance de phases de forêt et de savane. Dans son état actuel, cette écorégion forme un espace de transition entre la savane soudanienne orientale au nord, les forêts denses des hauts plateaux camerounais à l'ouest, celles du bassin du Congo au sud, les marécages du Sudd et les forêts d'altitude du rift Albertin à l'est. Au plan géologique, la plus grande partie occupe un plateau découpé d'environ 500 m d'altitude, atteignant 700 m à la limite des monts du Cameroun, avec des inselbergs de roche précambriennes. Elle connaît un climat contrasté avec une saison des pluies plus chaude, atteignant 34°C, et une saison sèche plus froide descendant à 13 °C. Les précipitations annuelles varient de 1 200 à 1 600 mm du nord vers le sud.

## Flore
Le paysage actuel est un mélange irrégulier de forêt, de savane boisée et de végétation secondaire (en) herbeuse après les feux de brousse parfois caractérisé comme forêt claire. La saison sèche, les feux de forêt et les activités humaines peuvent altérer plus ou moins gravement le couvert végétal. Les forêts-galeries le long des cours d'eau et les périphéries mieux arrosées du sud bénéficient d'une alimentation en eau à peu près permanente.
Parmi les espèces les plus communes, on compte Berlinia grandiflora, Cola laurifolia, Cynometra vogelii, Diospyros elliotii, Parinari congensis et Pterocarpus santalinoides. Dans la savane humide boisée, on rencontre plusieurs variétés des genres Andropogon, Hyparrhenia et Loudetia. À la périphérie de la forêt dense apparaissent Afzelia africana, Aningeria altissima, Chrysophyllum perpulchrum, Cola gigantea, Morus mesozygia (mûrier du Sénégal) et Khaya grandifoliola.
Les forêts sont exploitées pour le bois de charpente, le bois à brûler et le charbon de bois.

Flore
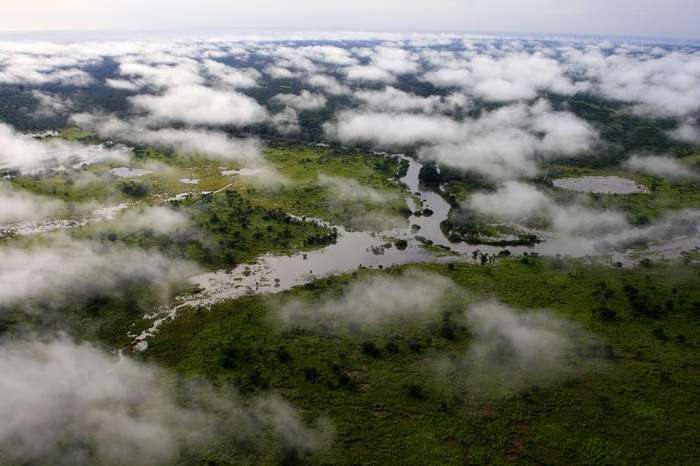
Végétation du parc national de la Garamba (république démocratique du Congo) en 2009.
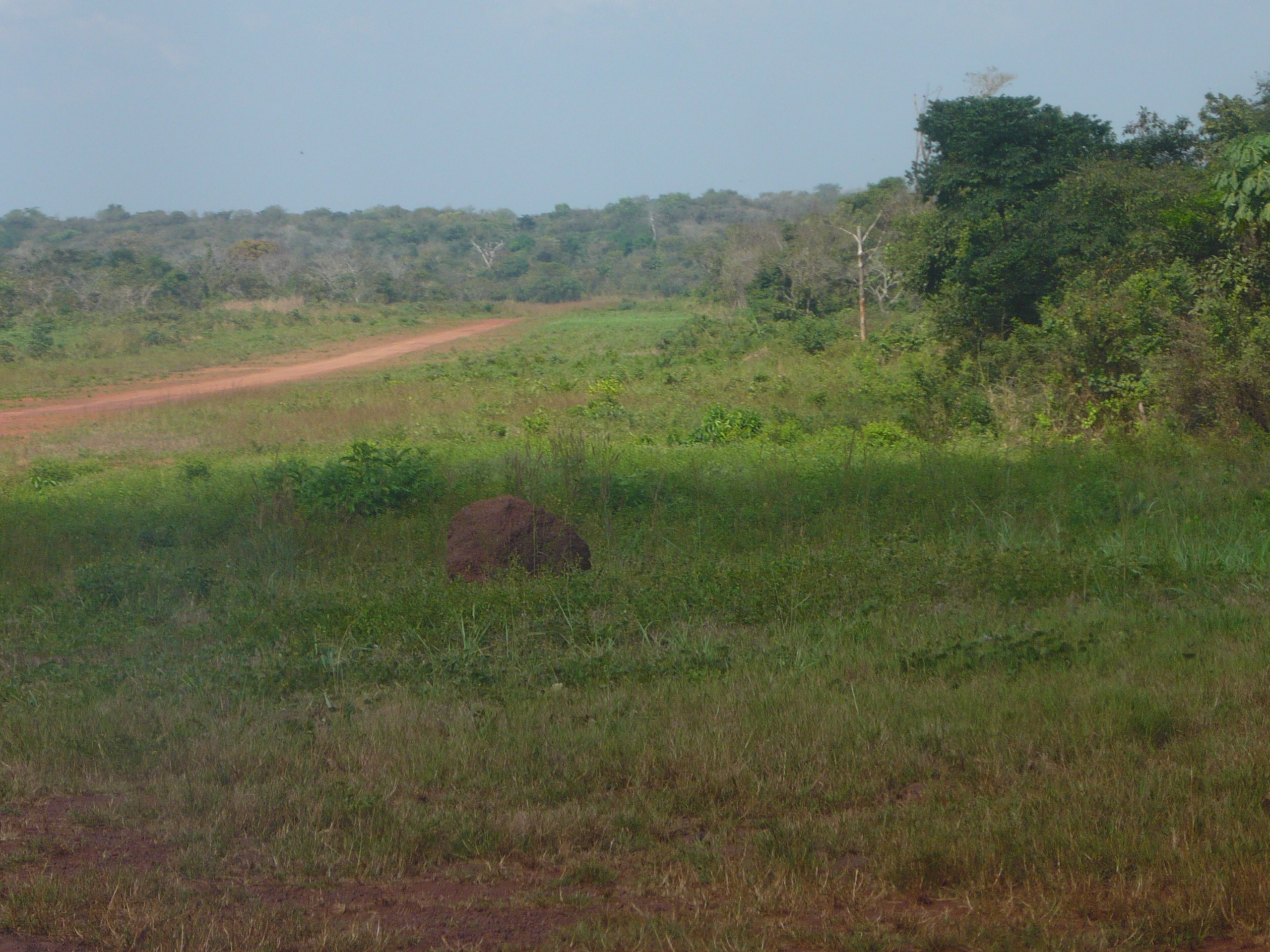
Forêt et piste d'atterrissage à Obo (République centrafricaine) en 2012.

## Faune

### Mammifères
La faune comprend aussi bien des espèces de savane que de forêt, tels que le céphalophe à flancs roux, l'éland géant, l'antilope bongo, la girafe du Kordofan, l'éléphant de savane et l'éléphant de forêt. À la suite des guerres civiles en Afrique centrale, des bandes de braconniers bien armés ont dévasté les espaces naturels de la région pour récolter de l'ivoire et autres produits ; dans le parc national de la Garamba en république démocratique du Congo, 3 000 éléphants ont été abattus entre 2007 et 2014 ; leur population vers 2021 est estimée à 1 700.
L'hippopotame est présent notamment au parc national de la Bénoué au Cameroun mais sa population tend à décroître et sa cohabitation avec les humains pose de nombreux problèmes.
Le rhinocéros noir, déjà considéré comme rare en 1977, a complètement disparu en Afrique centrale depuis 2006.
Dans la région de Ndok (nord du Cameroun), en 1977, on rencontrait plusieurs espèces de grands herbivores, chacune ayant son milieu de prédilection : bubale, buffle noir, damalisque et phacochère en savane herbeuse, buffle nain en forêt claire plus accidentée, céphalophe de Grimm en forêt claire des hautes collines, céphalophe à flancs roux sur les collines claires à Anogeissus et les bords de rivière érodés, le cobe défassa (Kobus ellipsiprymnus defassa), le cobe de Buffon et le guib d'eau en forêt-galerie, le cobe des roseaux se déplaçant sur les jachères, le cobe de montagne dans les régions montagneuses. La girafe, à la limite méridionale de son aire d'extension, ne fait que de rares incursions en saison humide tandis que l'éland géant reste relativement abondant.
Le lion est toujours présent vers 2021, aussi bien en savane qu'en forêt ; le léopard est plutôt caractéristique des forêts claires au relief accidenté ; le lycaon , déjà rare en 1977, a presque disparu d'Afrique centrale en 2012.
Les mammifères sont aussi représentés par la mangouste de Dybowski et le rat-taupe (Cryptomys ochraceocinereus) qui sont presque endémiques à la région, le porc-épic et l'oryctérope ; parmi les primates, on rencontre le babouin jaune (cynocéphale) et le colobe guéréza dans les forêts-galeries et le patas (singe rouge) dans les friches et jachères.

Mammifères
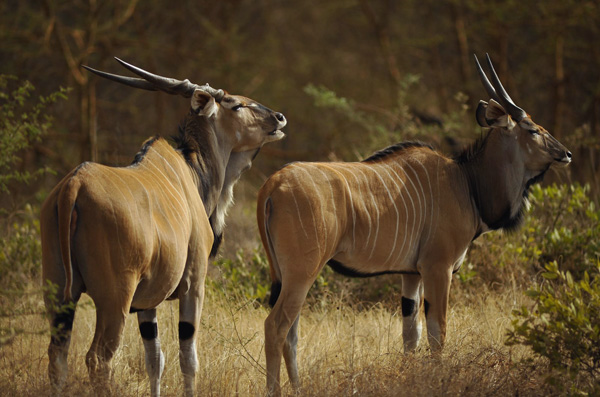
Élands géants en 2010, lieu inconnu.
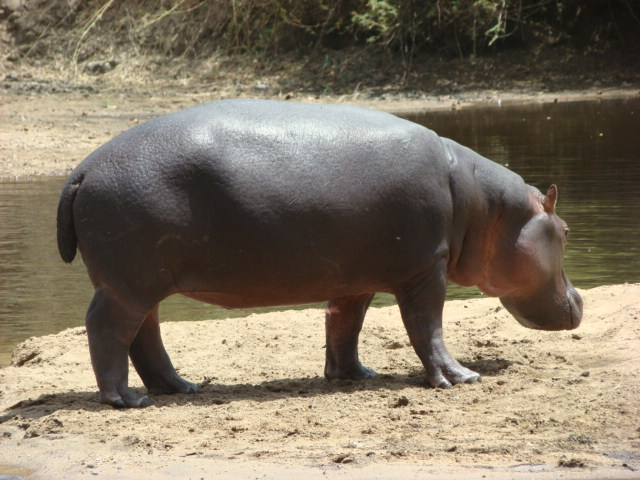
Hippopotame au parc national de la Bénoué en 2019.
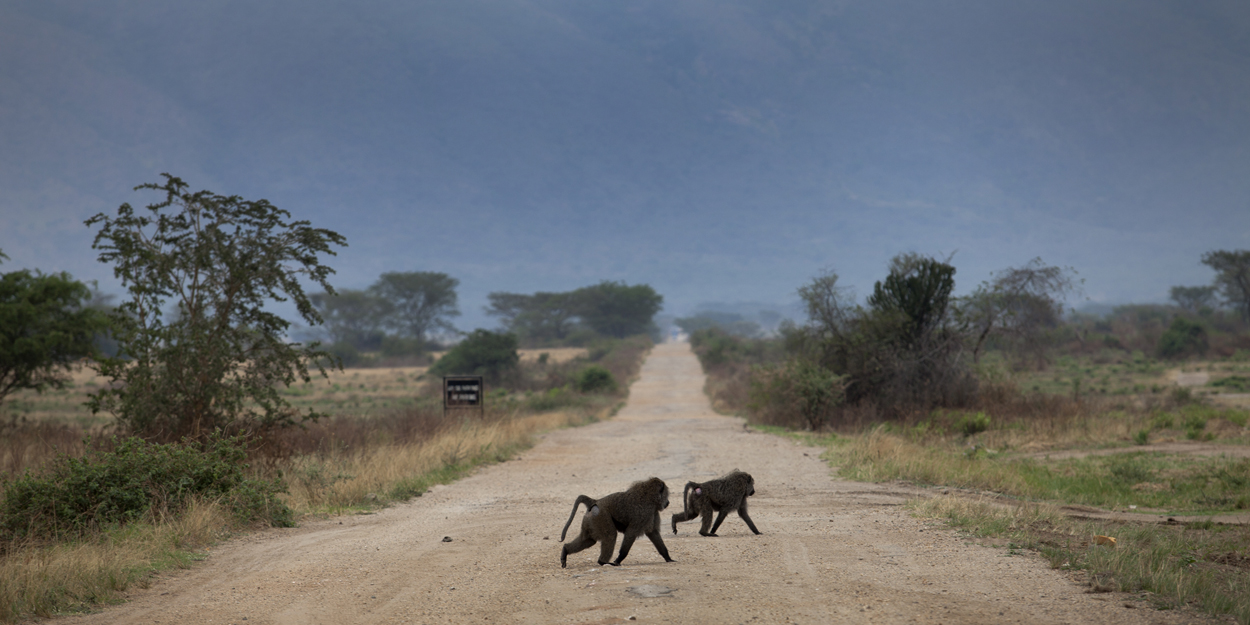
Babouins et végétation au parc national des Virunga en 2012.

### Autres animaux
La grive d'Oberlaender est un oiseau presque endémique. On compte davantage d'espèces endémiques parmi les amphibiens, Phrynobatrachus albomarginatus et Phrynobatrachus gastoni, et les reptiles comme les serpents Ichnotropis chapini et Helophis et le lézard Letheobia sudanensis.
Les termites arboricoles construisent leurs nids le long des troncs d'arbre ; la terre rougeâtre est prélevée entre 50 et 75 cm sous la surface du sol. Les termites terrestres, selon les cas, construisent soit de hautes termitières coniques, de 100 à 170 cm de hauteur, en terre rouge ou jaune-rouge, prélevée entre 50 et 150 cm de profondeur avec une densité de 10 termitières à l'hectare ; soit de petites termitières cylindriques de 20 à 30 cm de hauteur, en terre grise prélevée à faible profondeur, avec une densité atteignant plusieurs centaines à l'hectare. Les termites remuent cependant beaucoup moins de terre que les vers de terre qui jouent un rôle important dans la conservation du sol : leurs rejets rendent la terre plus meuble et réduisent le ruissellement, donc l'érosion, pendant la saison humide. La destruction des vers par certaines pratiques agricoles a donc un effet négatif sur l'environnement.

### Dans la culture locale
La langue des Gbaya 'bodoe, population de chasseurs-cueilleurs et cultivateurs qui vivent au sud-ouest de Bouar en République centrafricaine, distingue 288 espèces de vertébrés et 240 d'invertébrés. Certains noms ont une valeur descriptive comme « grand singe » (babouin), « briseur d'arbres » (éland géant), « arc-en-ciel » (lézard), « collé au rocher » (daman des rochers) ou facétieuse comme « envahisseur imperceptible » (pou de corps) ou « le gendre n'en vient pas à bout » (le rat kpalang, particulièrement rapide).
Les Moundangs du nord du Cameroun ont un système de totémisme complexe. Les clans portent le nom d'un animal avec lequel ils entretiennent une relation privilégiée et dont ils n'ont généralement pas le droit de manger la chair. Les plus spécifiques sont le clan du Serpent, associé au python et qui est celui des forgerons, et le clan du Singe où on raconte que les cynocéphales ont enseigné aux humains l'art de la sage-femme et de la circoncision.

## Aires protégées
Plusieurs aires protégées couvrent au total 104 288 km² soit 14,7% de la superficie de l'écorégion :
- Parc national du Mbam et Djerem, parc national de la Bénoué, parc national du Faro au Cameroun ;
- Parc national de la Garamba et parc national des Virunga en république démocratique du Congo ;
- Parc national du Sud, parc national de Shambe, réserves de chasse de Bangangai, de Djouba et de Mbarizunga au Soudan du Sud ;
- Réserve de faune de Zemongo en République centrafricaine[12]